# Aniara-Preis
Der Aniara-Preis (Original: Aniarapriset) ist ein Literaturpreis in Schweden. Er wurde 1974 von Svensk Biblioteksförening, dem schwedischen Bibliothekenverband, unter der Führung von Bengt Holmström gestiftet. Ausgezeichnet werden damit die besten schwedischsprachigen Erwachsenenromane eines jeden Kalenderjahres. Unter den Preisträgern sind schwedische und finnlandschwedische Schriftsteller. Derzeit (Stand 2022) ist der Preis mit 50.000 Kronen dotiert und wird gemeinsam mit einer Skulptur von Linnèa Jörpeland verliehen.

## Preisträger
- 1974: P C Jersild
- 1975: Göran Sonnevi
- 1976: Per Olov Enquist
- 1977: Göran Palm
- 1978: Tora Dahl
- 1979: Lars Ardelius
- 1980: Erik Beckman
- 1981: Birgitta Trotzig
- 1982: Lars Norén
- 1983: Gunnel Ahlin und Lars Ahlin
- 1984: Torgny Lindgren
- 1985: Tomas Tranströmer
- 1986: Olof Lagercrantz
- 1987: Göran Tunström
- 1988: Karl Vennberg
- 1989: Kerstin Ekman
- 1990: Niklas Rådström
- 1991: Sara Lidman
- 1992: Werner Aspenström
- 1993: Sven Lindqvist
- 1994: Eva Ström
- 1995: Bo Carpelan
- 1996: Bodil Malmsten
- 1997: Willy Kyrklund
- 1998: Lennart Sjögren
- 1999: Birgitta Stenberg
- 2000: Jesper Svenbro
- 2001: Agneta Pleijel
- 2002: Elsie Johansson
- 2003: Lars Gustafsson
- 2004: Elisabeth Rynell
- 2005: Monika Fagerholm
- 2006: Magnus Florin
- 2007: Tua Forsström
- 2008: Anne-Marie Berglund
- 2009: Erik Eriksson
- 2010: Ann Jäderlund
- 2011: Kristian Lundberg
- 2012: Bruno K. Öijer
- 2013: Jonas Hassen Khemiri
- 2014: Kjell Westö
- 2015: Sara Stridsberg
- 2016: Claes Andersson
- 2017: Johannes Anyuru
- 2018: Eva-Stina Byggmästar
- 2019: Mirja Unge
- 2020: Lina Wolff
- 2021: Thomas Tidholm
- 2022: Hans Gunnarsson[veraltet]
- 2023: Karolina Ramqvist
- 2024: Mikael Niemi